# مایتوتوکسین
مایتوتوکسین (به انگلیسی: Maitotoxin) با فرمول شیمیایی C۱۶۴H۲۵۶O۶۸S۲Na۲ یک ترکیب شیمیایی است. که جرم مولی آن ۳۴۲۲ می‌باشد. 